# Micang Shan
Micang Shan (kinesiska: 米仓山) är en bergskedja i Kina. Den ligger i den centrala delen av landet, 1 200 km sydväst om huvudstaden Peking.
Micang Shan sträcker sig 149 km i öst-västlig riktning. Den högsta toppen är Guangwu Shan, 2 507 meter över havet.
Topografiskt ingår följande toppar i Micang Shan:
- Guangwu Shan
- Jiaguo Shan